# Calera de León
Calera de León település Spanyolországban, Badajoz tartományban. Calera de León Fuente de Cantos, Monesterio, Cala, Arroyomolinos de León és Cabeza la Vaca községekkel határos. Lakosainak száma 918 fő (2024).

## Népesség
A település népessége az utóbbi években az alábbiak szerint változott:
| Lakosok száma | 1100 | 1062 | 1100 | 1060 | 1053 | 1002 | 1003 | 960  | 946  | 918  |
|               | 2001 | 2004 | 2006 | 2009 | 2011 | 2014 | 2016 | 2019 | 2021 | 2024 |